# Ritual - Una storia psicomagica
Ritual - Una storia psicomagica è un film italiano del 2013 diretto da  Giulia Brazzale e Luca Immesi.